# Велики буцањ
Велики буцањ (Mola mola ) је риба из класе зракоперки и највећа је кошљориба на целом свету.

## Опис
Велики буцањ је необична риба која личи на рибљу главу на коју је насађен реп, а недостаје јој цео труп. Гледано из профила, овалног је облика, а иначе је издужен и пљоснат. Репно пераје му је велико и заузима цео задњи део тела. Може бити смеђе-сиве или сиве боје са сребрним одсјајем. По телу нема крљушт, кожа му је изузетно дебела и еластична и често је обложена разним паразитима. Највећа је риба из групе кошљориба. Може да порасте и до 3,2 м дужине и до 2.300 кг тежине. Размак између пераја му може бити и до 4,2 м. Има оштар кљун, налик на кљун папагаја, који је увучен у тело и нема зубе. Врло је добар и брз пливач, иако тако не изгледа због облика његовог тела, тако да многе изненади својом брзином. Док плива при површини вири му горњи део репног пераја, тако да када се споро креће може бити помешан са ајкулом, али чим се покрене брже, врх пераја се почне померати. Нема рибљи мехур.

## Пребивалиште
Као и мали буцањ, велики буцањ живи у тропским и топлијим морима. Дужи боравак на температурама испод 12 °C ће убити ову рибу. Живи на отвореном мору, најчешће у океанима, независно о дну, пливајући на дубинама до 480 м. Иако многи сматрају да је већину времена при површини где плута, у стварности, већину свог времена проводи у дубинама већим од 200 м. Стално пребивалиште великог буцња је источни Тихи океан, од Канаде па све до Перуа и Чилеа, западни Атлантски океан, од Њуфаундленда до Аргентине, источни Атлантски океан, од Скандинавије до јужне Африке. Понекад залута у Балтик и Медитеран, виђен је и у Јадранском мору.

## Исхрана буцња и буцањ у исхрани
Велики буцањ се храни највише морским медузама, а поред њих једе и зоопланктон, главоношце, рачиће, мању рибу, ларве ... Како је хранљива вредност ове хране мала, буцањ мора појести велике количине да би одржао своју величину. Због тога подручја где налазимо великог буцња су обично подручја богата храном.
У људској исхрани велики буцањ нема улогу у већини света, с изузетком подручја Далеког истока. Највећа тржишта су Тајван и Јапан, где се месо великог буцња сматра деликатесом, и употребљавају све делове ове рибе. Поједини делови буцња се употребљавају и у традиционалној кинеској медицини.

## Занимљивости
У самој кожи великог буцња може се наћи и више од 40 врста паразита, што подстиче рибу да покуша да их се реши на разне начине. У тропском појасу велики буцањ често борави око коралних гребена где му мање рибе чисте паразите с коже. У другим областима, може се видети како плута бочно на површини и тако омогућава птицама да се хране с његове коже. Понекад искочи и до пар метара из воде покушавајући да се реши паразита. У Гинисовој књизи рекорда велики буцањ се спомиње као највећа кошљориба и као риба с највећим бројем јајашаца.